# M41DK1
M41DK1 — данська модифікація американського танка M41 Walker Bulldog .
У середині 1980-х в Данії було прийнято рішення про модернізацію застарілих на той час, але легких танків M41, які все ще перебували на озброєнні. Перший дослідний зразок був виготовлений у 1986 році, надалі, до 1988 року всі 53 данські танки цього типу були переобладнані за стандартом M41DK. Загальна вартість програми модернізації склала 340 млн датських крон (у цінах 1986)  .
У ході модернізації на танк встановлювали бортові екрани, новий дизельний двигун потужністю 465 к.с., лазерний далекомір, тепловізор, фільтровентиляційну установку та нову турель для зенітного 7,62-мм кулемету  .
Танки M41DK були зняті з озброєння у 1998 році .